# Trio Kegelstatt
Il Trio Kegelstatt, K. 498, è un trio con pianoforte, per clarinetto e viola in Mi bemolle maggiore di Wolfgang Amadeus Mozart.

## Storia
Mozart scrisse il trio con pianoforte su 10 fogli (19 pagine) a Vienna e datò il manoscritto 5 agosto 1786. Secondo Caroline Pichler, allieva diciassettenne di Mozart, l'opera era dedicata a un'altra allieva di Mozart, Franziska von Jacquin; Mozart e la famiglia von Jacquin, il padre Nikolaus Joseph von Jacquin e il figlio minore Gottfried, erano amici intimi. Eseguivano insieme concerti in casa, dove Nikolaus suonava il flauto e Franziska il pianoforte. In una lettera a Gottfried, del 15 gennaio 1787, Mozart elogiava lo studio e la diligenza di Franziska. Mozart dedicò una serie di opere alla famiglia von Jacquin. Un anno dopo, Mozart scrisse due Lieder, Als Luise die Briefe ihres ungetreuen Liebhabers verbrannte (K. 520) e Das Traumbild (K. 530) esplicitamente per Gottfried von Jacquin da utilizzare con il proprio nome.
La parola tedesca Kegelstatt significa "un luogo dove si gioca ai birilli ", simile a una pista da bowling. Mozart scrisse di aver composto i 12 Duo per due corni francesi (non corni di bassetto come si pensa comunemente), K. 487, "mentre giocava ai birilli"; sulla prima pagina del manoscritto autografo del K. 487, Mozart scrisse quanto segue: " Wienn den 27.t Jullius 1786 untern Kegelscheiben (Vienna, 27 luglio 1786 mentre giocavo ai birilli).  Una settimana e mezzo dopo, Mozart compose e datò il trio in Mi bemolle K. 498. Inserì questo pezzo nella sua lista di composizioni semplicemente come: " Ein Terzett für klavier, Clarinett und Viola"  (Un trio per pianoforte, clarinetto e viola). Non ci sono prove che Mozart abbia dato un soprannome al trio K. 498; il nome Kegelstatt appare per la prima volta attribuito al trio K. 498 nel catalogo tematico della musica di Mozart di Ludwig von Köchel del 1862.
Questo trio clarinetto-viola-pianoforte fu suonato per la prima volta nella casa di von Jacquin; Anton Stadler suonava il clarinetto, Mozart la viola e Franziska von Jacquin il pianoforte. Il clarinetto era ancora uno strumento relativamente nuovo ai tempi di Mozart e questo trio, insieme al suo Quintetto per clarinetto e al Concerto per clarinetto (gli ultimi due per clarinetti di bassetto in La), contribuì ad aumentare la popolarità dello strumento.
Il trio fu pubblicato nel 1788 da Artaria, trascritto, probabilmente con il consenso di Mozart, per violino, viola e pianoforte, e la parte originale per clarinetto fu descritta come una "parte alternativa": La parte del violino si può eseguire anche con un clarinetto. A causa di questa partitura insolita, il pezzo viene talvolta adattato per altri tipi di trii; ad esempio un trio clarinetto-violino-pianoforte, un trio violino-violoncello-pianoforte, un trio clarinetto-violoncello-pianoforte, o un trio violino-viola-pianoforte, come nella prima pubblicazione di Artaria.
Nessun compositore prima di Mozart aveva scritto per questa combinazione di strumenti. Nel XIX secolo Robert Schumann scrisse Märchenerzählungen (Op . 132), Max Bruch nel 1910 "Otto pezzi per clarinetto, viola e pianoforte" (Op. 83) e Carl Reinecke "Trio per pianoforte, clarinetto e viola" (Op. 246). Nel XX secolo sono state composte le seguenti opere nella formazione del Trio Kegelstatt: Jean Francaix “Trio” (1990), Bertold Hummel “Trio” op. 76a (1981), György Kurtág “Hommage à R. Sch.” op. 15/d (1990). 
Nel marzo 1894 il manoscritto entrò in possesso del musicologo e compositore Charles Théodore Malherbe quando lo acquistò da Leo Sachs, banchiere di Parigi, che lo aveva acquistato da Johann Anton André, il quale lo aveva acquistato nell'ambito di un cospicuo acquisto di manoscritti dalla vedova di Mozart Constanze (la Mozart Nachlass) nel 1841. Nel 1912 fu donato alla Biblioteca nazionale di Francia, Dipartimento della musica, collezione Malherbe, Ms 222.

## Analisi
Il manoscritto annota la parte del clarinetto come "Clarinetto in Si". La parte della viola usa la chiave di Do in posizione contralto. L'etichettatura della parte per pianoforte mostra una correzione di Mozart dove aveva iniziato a scrivere "Ce" (per "cembalo", la parola italiana per il clavicembalo) e poi lo sostituì con "Piano forte". Tuttavia, questa parte è etichettata "Cembalo" per il secondo e il terzo movimento. La tonalità di Mi bemolle maggiore nella musica da camera di Mozart indica stretta amicizia.
Il trio è composto da tre movimenti:
1. Andante
2. Minuetto
3. Rondeaux

Il primo movimento non è il più tradizionale Allegro come movimento di apertura, ma un Andante più contemplativo. In seguito a ciò, il secondo movimento non è ovviamente il tradizionale movimento lento, ma un moderato Minuetto, e l'ultimo movimento, sebbene vivace, non è l'Allegro standard. In breve, i contrasti di tempo in questo trio non sono così netti come nella maggior parte dei trii per pianoforte.

### I. Andante
L'Andante è scritto nell'indicazione del tempo di 6/8 ed è composto da 129 battute; una esecuzione tipica durerebbe poco più di sei minuti. Non ripete né la sua esposizione né il resto del movimento, cosa insolita per la musica da camera matura di Mozart. Una caratteristica particolarmente riconoscibile del tema principale di questo movimento è il gruppetto che appare dappertutto.

### II. Minuetto
Il secondo movimento è scritto in 3/4 ed è composto da 158 battute, quasi tutte ripetute; una esecuzione tipica durerebbe circa sei minuti. La tonalità di questo movimento è Si bemolle maggiore, la dominante in chiave è Si♭ dal primo movimento.
Il minuetto di apertura di questo movimento consiste nell'esposizione di un tema di quattro battute (battute 1-12, ripetuto) e nel suo sviluppo (battute 13-41, anch'esso ripetuto). La martellante linea di basso del pianoforte e i nitidi contrasti dinamici distinguono l'atmosfera di questo tema da qualsiasi nozione convenzionale leggera e frivola di un Minuetto. Durante lo sviluppo, il dialogo tra gli strumenti si intensifica e Mozart mostra la sua padronanza del contrappunto senza mai sembrare accademico o "dotto".
Il trio successivo si apre con una frase cromatica di quattro note, alla quale la viola risponde con una serie di vivaci terzine, accompagnate da accordi cromatici del pianoforte (battute 42-62, ripetute). Nello sviluppo di quel tema, la frase di quattro note e le vivaci terzine vengono poi riprese dal pianoforte, mentre clarinetto e viola presentano alcune linee cromaticamente ascendenti, prima che tutti e tre gli strumenti inizino una conversazione simile a un concerto in cui la frase di 4 note si sente solo due volte nella mano sinistra del pianoforte (battute 63-94, ripetute).
La parte finale del trio inizia con una variazione della frase di quattro note, che viene brevemente sviluppata (battute 95-102) prima di tornare al tema più luminoso del Minuetto, il cui trattamento termina il movimento senza ripetizioni.

### III. Rondeaux: Allegretto

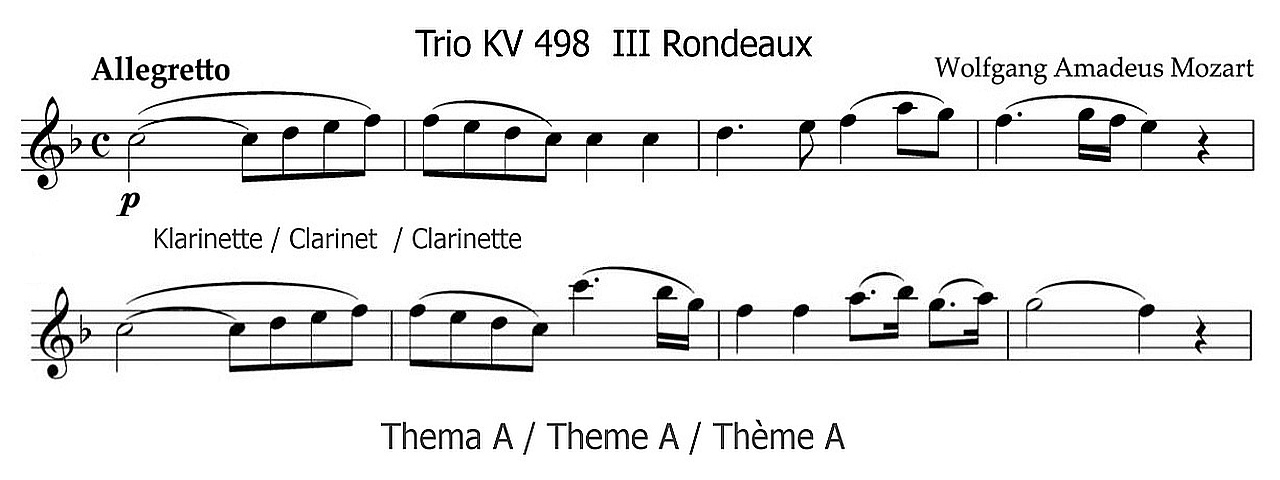

L'ultimo movimento è scritto nel tempo in chiave del tempo comune tagliato (o alla breve, simile a 2/2 ed è composto da 222 battute; una esecuzione tipica durerebbe otto minuti e mezzo. La tonalità, come è convenzione, è la stessa del movimento di apertura, Mi♭ maggiore. Il formato musicale di questo movimento è un rondò in sette parti, una rarità nell'opera di Mozart; questa struttura in sette parti spiega anche il titolo Rondeaux, la forma plurale francese di Rondeau.
La struttura è AB–AC–AD–A. Il tema A è una melodia cantabile di otto battute in due parti, tratta dal primo movimento e presentata prima dal clarinetto, poi ripresa come variazione dal pianoforte (battute 1-16). La melodia del tema B, in Si♭ maggiore, viene riprodotta una volta dal clarinetto (battute 17-24) prima che il pianoforte suoni un intermezzo di diverse battute. Dalla battuta 36 in poi, tutti e tre gli strumenti suonano a turno brevi frasi di quel tema, seguite da un assolo del pianoforte fino alla battuta 50. Il tema C, in do minore, è presentato dalla viola e ripetuto (battute 67-76); tutti e tre gli strumenti sviluppano quel tema nelle battute 77-90 (ripetute). Questo sviluppo visita la scala minore sottodominante (vi) di Fa minore prima di terminare nella relativa tonalità di Do minore. Il tema D, in La♭ maggiore, è introdotto nella battuta 116 da tutti e tre gli strumenti quasi all'unisono, ed elaborato in modo complesso nelle battute 132-153 (ripetute). In contrasto con lo sviluppo precedente, questa passa attraverso la subdominante scala maggiore (VI) di La bemolle maggiore.  Con la giocosa coda delle battute da 191 a 222, Mozart conclude la composizione, ""che non soddisfa solo l'ascoltatore, ma lo lascia incantato!".